# Lisa D'Amato
Lisa Marie D'Amato, född 22 oktober 1980 i Los Angeles, Kalifornien, är en amerikansk fotomodell och TV-personlighet.
Hon var med i den femte säsongen av America's Next Top Model. Senare vann D'Amato America's Next Top Model all stars där tittarnas favoriter från tidigare säsonger tävlar.